# Roemer (wijnglas)

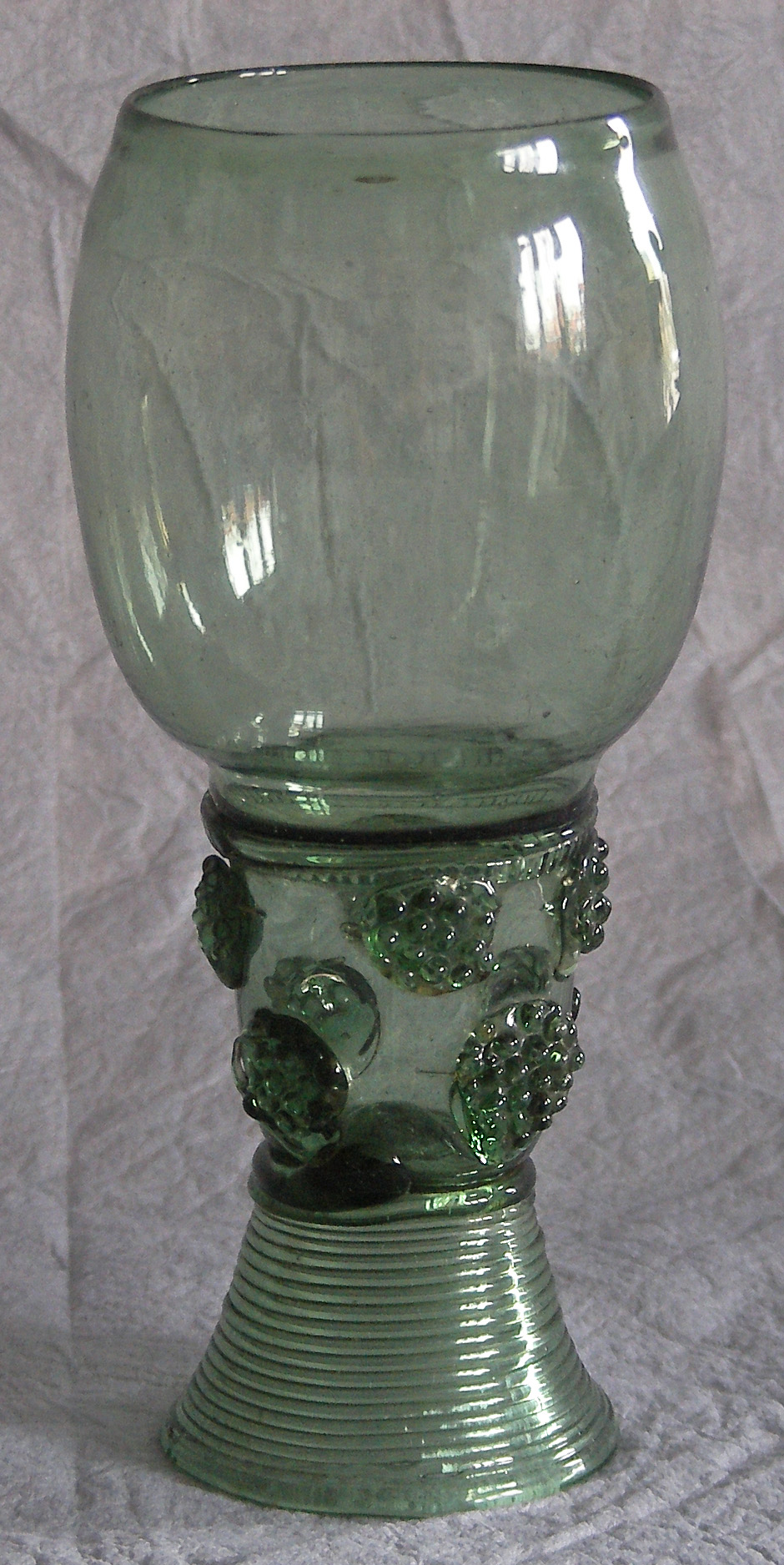
Roemer uit de 17e eeuw uit Nederland of Duitsland

Een roemer is een wijnglas met een bolle kelk en een dikke, holle stam die van noppen is voorzien. Omdat er vroeger veel met de handen werd gegeten, waren deze glad van het vet. De noppen dienden voor een betere grip op het glas en waren vaak in de vorm van druiven uitgevoerd.
De naam is volgens de breedst gedragen verklaring afkomstig van het Duitse woord Römer, dat Romein betekent. Andere lezingen zijn dat de naam afkomstig is van het Nederrijnse woord römmen, dat bluffen betekent.
De roemer heeft zich vanaf circa 1500 in Duitsland uit de berkemeyer ontwikkeld en werd oorspronkelijk uit bosglas vervaardigd. Het glas was populair in Duitsland en Nederland. Tot in de huidige tijd worden roemers geproduceerd.
De roemer is vooral bekend uit de 17e eeuw, toen hij een statussymbool was dat ook vele schilderijen sierde. Om de status te verhogen werd de roemer soms op een vergulde bekerschroef bevestigd.